# Randusari (Slogohimo)
Randusari is een bestuurslaag in het regentschap Wonogiri van de provincie Midden-Java, Indonesië. Randusari telt 2606 inwoners (volkstelling 2010).